# The Stampede (film 1911)
The Stampede è un cortometraggio muto del 1911 scritto e diretto da Thomas H. Ince. Di genere western, il film - prodotto dalla Independent Moving Pictures e distribuito dalla Motion Picture Distributors and Sales Company - aveva come interpreti Mary Pickford e Owen Moore.

## Produzione
Il film fu prodotto da Carl Laemmle per l'Independent Moving Pictures Co. of America (IMP). Nello stesso anno, in agosto, uscì poi un altro corto dallo stesso titolo, prodotto dalla Solax Film Company.

## Distribuzione
Il film - un cortometraggio in una bobina - uscì nelle sale statunitensi il 17 aprile 1911, distribuito dalla Motion Picture Distributors and Sales Company. Non si conoscono copie ancora esistenti della pellicola che viene considerata presumibilmente perduta.